# تطوير مقاد بالاختبار

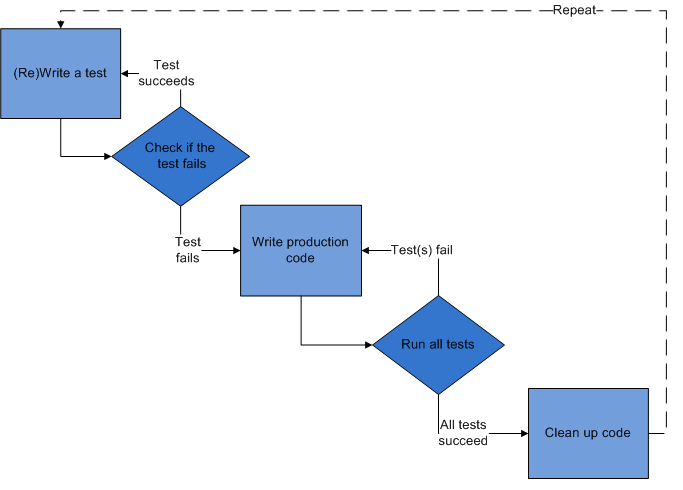

تطوير مقاد بالاختبار (بالإنجليزية: Test-driven development (TDD))‏، هو مصطلح يطلق على إحدى عمليات تطوير البرمجيات التي تعتمد على تكرار دورة تطوير قصيرة جداً: بدايةً، يقوم المبرمج بكتابة حالة فحص أوتوماتيكية فاشلة ويجب على حالة الفحص هذه أن تعرّف تحسينا معينا أو وظيفة جديدة. ومن ثم يقوم بكتابة الشيفرة التي تجعل حالة الفحص ناجحة وأخيرا يقوم بإعادة تصنيع الشيفرة كي تتلاءم مع المعايير.
يُنسب تطوير أو «إعادة اكتشاف» هذه التقنية إلى كينت بيك لتحسين جودة تصميم البرمجيات وتقوية ثقة المبرمج في صحة تطويره. هذه الطريقة مرتبطة بمبدأ «الاختبار أولاً» في البرمجة القصوى لكنها تحظى أيضاً بالاهتمام في حد ذاتها.